# Żołnierz Wolności
Żołnierz Wolności – gazeta ludowego Wojska Polskiego, wydawana w latach 1943–1991.

## Historia
Dziennik został założony z inicjatywy polskich komunistów skupionych w Związku Patriotów Polskich dla potrzeb propagandowych formującej się 1 Dywizji Piechoty im. Tadeusza Kościuszki, w Sielcach nad Oką w ZSRR. Nazwa nawiązywała do gazety, która pod tą właśnie nazwą towarzyszyła Polakom walczącym po stronie rządu republikańskiego w Hiszpanii w Brygadach Międzynarodowych.
Pierwszy numer ukazał się 12 czerwca 1943 roku. Redakcja gazety opublikowała co najmniej pięć „Dodatków Religijnych” opracowanych przez kapelana dywizji, ks. mjr. Wilhelma Kubsza. Jednorazowy nakład gazety wynosił 2 tys. egzemplarzy. 25 kwietnia 1944 roku redakcja i drukarnia Gazety 1 Polskiej Dywizji Piechoty im. Tadeusza Kościuszki przeniosła się do Sum, gdzie dwa dni później wydała pierwszy numer „Głosu Żołnierza” – Gazety Armii Polskiej.
W 1945, już w Polsce, zmienia nazwę na „Polska Zbrojna”.
Od dnia 22 lipca 1950 roku gazeta ukazywała się pod pierwotnym tytułem „Żołnierz Wolności”.
Obok problematyki wojskowej prezentował oficjalne stanowisko partii – uważany był za drugą, obok „Trybuny Ludu”, najważniejszą tubę propagandową rządzących Polską komunistów. Po marcu 1968, w okresie pierwszej „Solidarności” oraz stanu wojennego reprezentował linię partyjnego „betonu”.
W 1986 rozpoczęto wydawanie dodatku do pisma zatytułowanego „IKS – Informatyka, Komputery, Systemy”, poświęconego głównie mikrokomputerom ośmiobitowym.
W 1991 tytuł znów zmieniono na „Polska Zbrojna”.

## Odznaczenia
W 1963 gazeta Wojska Polskiego „Żołnierz Wolności” została odznaczona Orderem Krzyża Grunwaldu III klasy za całokształt działalności w 20-leciu.
W 1976 roku redakcja „Żołnierza Wolności” została odznaczona Orderem Sztandaru Pracy I klasy.

## Redaktorzy naczelni
- oficer bez stopnia / por. Henryk Werner (VI 1943 – II 1944)[1]
- chor. Stanisław Nadzin (II – IV 1944)[1]